# Lista över countyn i Delaware
Detta är en lista över de 3 countyn som finns i delstaten Delaware i USA.
| County            | Centralort (County seat) | Etablerat | Folkmängd (2000) | Yta       |
| ----------------- | ------------------------ | --------- | ---------------- | --------- |
| Kent County       | Dover                    | 1680      | 126 697          | 2 072 km² |
| New Castle County | Wilmington               | 1664      | 500 265          | 1 279 km² |
| Sussex County     | Georgetown               | 1664      | 156 638          | 3 098 km² |

New Castle County
Kent County
Sussex County
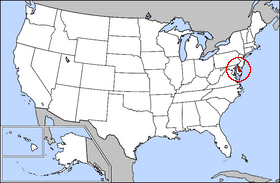
Delawares läge i USA